# Очилато коприварче
Очилато коприварче (Sylvia conspicillata) е вид птица от семейство Коприварчеви (Sylviidae).

## Разпространение
Видът е разпространен в Алжир, Гибралтар, Египет, Западна Сахара, Израел, Италия, Испания, Йордания, Кабо Верде, Ливан, Либия, Малта, Мавритания, Мароко, Палестина, Португалия, Република Кипър, Сенегал, Сирия, Тунис, Турция, Франция и Швейцария.